# Vano per drive
Il vano per drive, (generalmente abbreviato in vano), in inglese ha il nome di drive bay (anche in questo caso viene generalmente abbreviato in bay è uno spazio di dimensioni standard all'interno del case del computer, destinato a ospitare un drive o altre tipologie di dispositivi (lettori di memory card, dispositivi utilizzati nell'overclocking e nel modding, ecc.).

## Descrizione e uso
Circonda il vano per drive una o più paratie le quali sono parte integrante del case. I drive e le altre tipologie di dispositivi predisposti per essere installati in un vano per drive vengono fissati a tali paratie mediante viti o appositi ganci meccanici. I ganci meccanici sono la soluzione più comoda e veloce per l'installatore ma anche quella più costosa, sono quindi disponibili nei case di fascia medio-alta.

## Tipologie

### Vano per drive con apertura nel case o privo di apertura nel case
Il vano per drive può avere o non avere un'apertura nel case.
I vani per drive con apertura nel case permettono l'installazione di drive removibili (ad esempio hard disk removibili) o drive per supporti di memoria removibili (ad esempio masterizzatori di dischi ottici, lettori di floppy disk), ma anche di drive non removibili e che fanno uso di supporti di memoria non removibili (normalmente hard disk o drive a stato solido non removibili). Per questa ultima tipologia di drive che non necessita di apertura nel case, di norma vengono date in dotazione al case delle apposite mascherine che permettono di sigillare completamente l'apertura.
I vani per drive con apertura nel case possono anche avere un'apertura nel case di tipo custom. Questa tipologia di vano per drive è stata utilizzata in passato con drive per supporti di memoria removibile (spesso floppy disk drive). Oggi è in disuso visto che è utilizzabile solo da drive specificatamente realizzati (normalmente forniti dalla casa produttrice del computer).
I vani per drive privi di apertura nel case permettono invece solo l'installazione di drive non removibili e che fanno uso di supporti di memoria non removibili.

### Vano per drive distinti per dimensioni standard
Nel corso dei decenni si sono affermate varie dimensioni standard di drive e, di conseguenza, anche di vano per drive. La tabella seguente riporta le dimensioni standard dei vani per drive che si sono affermate nel corso dei decenni.
| Tipologia di vano per drive | Utilizzo attuale | Dimensioni | Dimensioni | Dimensioni             | Dimensioni    | Dimensioni | Dimensioni |
| Tipologia di vano per drive | Utilizzo attuale | larghezza  | larghezza  | altezza                | altezza       | profondità | profondità |
| Tipologia di vano per drive | Utilizzo attuale | pollici    | millimetri | pollici                | millimetri    | pollici    | millimetri |
| --------------------------- | ---------------- | ---------- | ---------- | ---------------------- | ------------- | ---------- | ---------- |
| 8"                          | in disuso        | 9,5        | 241,3      | 4,624                  | 117,5         | 14,25      | 362        |
| 5,25" ad altezza piena      | in disuso        | 5,75       | 146,05     | 3,25                   | 82,55         | 8          | 203,2      |
| 5,25" a mezza altezza       | in uso           | 5,75       | 146,05     | 1,63                   | 41,4          | 8          | 203,2      |
| 5,25" ad altezza ribassata  | in disuso        | 5,75       | 146,05     | 1                      | 25,4          | 8          | 203,2      |
| 3,5" ad altezza piena       | in disuso        | 4          | 101,6      | 3,25                   | 82,55         | 5,75       | 146,05     |
| 3,5" a mezza altezza        | in disuso        | 4          | 101,6      | 1,63                   | 41,4          | 5,75       | 146,05     |
| 3,5" ad altezza ribassata   | in uso           | 4          | 101,6      | 1                      | 25,4          | 5,75       | 146,05     |
| 2,5"                        | in uso           | 2,75       | 69,85      | 0,59 0,492 0,374 0,275 | 15 12,5 9,5 7 | 3,945      | 100        |

Come si può vedere dalla tabella, la tipologia di vani per drive è identificata da un valore in pollici più, in alcuni casi, un'indicazione sull'altezza. Il valore in pollici non è uguale né alla larghezza del vano per drive, né alla sua altezza, né alla sua profondità. Tale valore è invece uguale alle dimensioni (larghezza e profondità) che avrebbe il corrispondente floppy disk se il vano per drive fosse occupato da un floppy disk drive.
Di norma è possibile installare un drive da 5,25", 3,5" o 2,5" in un vano per drive di dimensione superiore. A tale scopo sono disponibili in commercio appositi adattatori. Generalmente è anche possibile installare drive da 5,25" ad altezza piena in due vani per drive da 5,25" a mezza altezza disposti uno sopra l'altro. Parimenti generalmente è possibile installare drive da 3,5" ad altezza piena in due vani per drive da 3,5" a mezza altezza disposti uno sopra l'altro.
I vani per drive da 8", 5,25" ad altezza piena, 5,25" ad altezza ribassata, 3,25" ad altezza piena e 3,5" a mezza altezza sono in disuso in conseguenza del fatto che attualmente non vengono più prodotti drive di tali dimensioni. I vani per drive da 5,25" e 3,5" sono utilizzati nei computer desktop. I vani per drive da 2,5" attualmente sono utilizzati nei computer portatili. In passato i vani per drive da 2,5" sono stati utilizzati anche nei computer desktop, in particolare in alcuni home computer (ad esempio nell'Amiga 600 e nell'Amiga 1200). Le altezze standard dei vani per drive da 2,5" sono varie ma non esiste una denominazione comune che le identifichi come avviene con i vani per drive da 5,25" e da 3,5".